# Cantó de Seyssel
|  | Per a altres significats, vegeu «Cantó de Seyssel (Ain)». |

El cantó de Seyssel és un cantó francès al districte de Saint-Julien-en-Genevois (departament de l'Alta Savoia). Té 11 municipis i el cap és Seyssel. El formen els municipis de Bassy, Challonges, Chêne-en-Semine, Clermont, Desingy, Droisy, Franclens, Menthonnex-sous-Clermont, Seyssel, Saint-Germain-sur-Rhône i Usinens.
| Data d'elecció | Identitat         | Partit        | Qualitat |
| -------------- | ----------------- | ------------- | -------- |
| 1945-1964      | M. Bornard        | Divers droite |          |
| 1964-1976      | M. Sappey         | Divers droite |          |
| 1976-1991      | André Abry        | Divers droite |          |
| 1991-          | Christian Monteil | Divers droite |          |